# Subdivisões da Iugoslávia
Esta é uma lista da evolução histórica das subdivisões da Iugoslávia e seus estados sucessores.

## Regiões históricas
A região do oeste dos Bálcãs, onde seria estabelecida a Iugoslávia (1918-1991) possui várias regiões historicamente consolidadas, desde os tempos do Império Romano:
- Ilíria
- Dalmácia
- Ístria
- Mésia
- Carníola
- Eslavônia
- Panônia
- Sérvia
  - Banato
  - Voivodina
  - Kosovo e Metohija
  - Sírmia
  - Dardânia
- Bósnia
- Herzegóvina ou Herzegovina
- Epiro

Fora estas, o domínio do Império Bizantino (até o século XV) na região criou ainda as seguintes províncias ou regiões administrativas:
- Ráscia (Raška), atual oeste da Sérvia e norte de Montenegro
- Bósnia (Bosna), atual centro-sul e sudeste da Bósnia
- Zaclúmia (Zahumlje), oeste da Herzegóvina
- Trebúnia (Travunija), leste da Herzegóvina
- Pagânia (Paganija), centro da Dalmácia
- Dóclea ou Zeta (Duklja ou Zeta), antecessora de Montenegro

## Domínio Austríaco e Otomano
Até a Primeira Guerra Mundial (1914-1918) e durante a maior parte do século XIX, a região que viria a ser a Iugoslávia estava dividida sob domínio de dois impérios estrangeiros: o Império Austríaco (depois Austro-Húngaro) e o Império Otomano (turcos). Nesta época, ambos os impérios dividiram a região conforme suas próprias necessidades administrativas, na maior parte dos casos ignorando as diferenças de etnia, língua e religião existentes entre os povos dos Bálcãs.
regiões que faziam parte do Império Austro-Húngaro
- Província da Dalmácia
- Província da Croácia e Eslavônia
- Província da Caríntia
- Província da Carníola
- Província do Litoral (Künstenland)
- Província da Bósnia e Herzegovina
- Província da Estíria (parte sul)

Entre 1816 e 1849, o atual litoral croata e esloveno foi organizado sob o Reino da Ilíria, em união pessoal com o Império Austríaco, depois transformado em parte do Reino da Hungria dentro do Império Austro-Húngaro.
regiões que faziam parte do Império Otomano
- Província da Bósnia (Bosna eyaleti) - atuais Bósnia e Herzegovina, Croácia, Sérvia e Montenegro
  - Condado da Herzegóvina (Hersek vilayet)
- Província da Rumélia (Rumeli eyaleti) - atuais Sérvia, Montenegro, Macedônia, mais Albânia, Bulgária e Grécia
  - Condado do Kosovo (Kosova vilayet)
  - Condado de Monastir (Manastır vilayet)
- Província de Buda (Budin eyaleti) - atuais Sérvia, Croácia e Hungria
- Província de Timişoara (Tımışvar eyaleti) - atuais Voivodina, Banato e partes da Romênia

A Sérvia (como Sırbistan Prensliği) e Montenegro (como Karadağ Prensliği) também permeneceram como principados vassalos dos turcos desde o século XVI até o século XIX. Em [[1878], a parte sul da Sérvia, sob o Império Otomano, conquistou a independência, mas a parte norte permaneceria dominada pela Áustria até 1918.

## Reino dos Sérvios, Croatas e Eslovenos, 1918

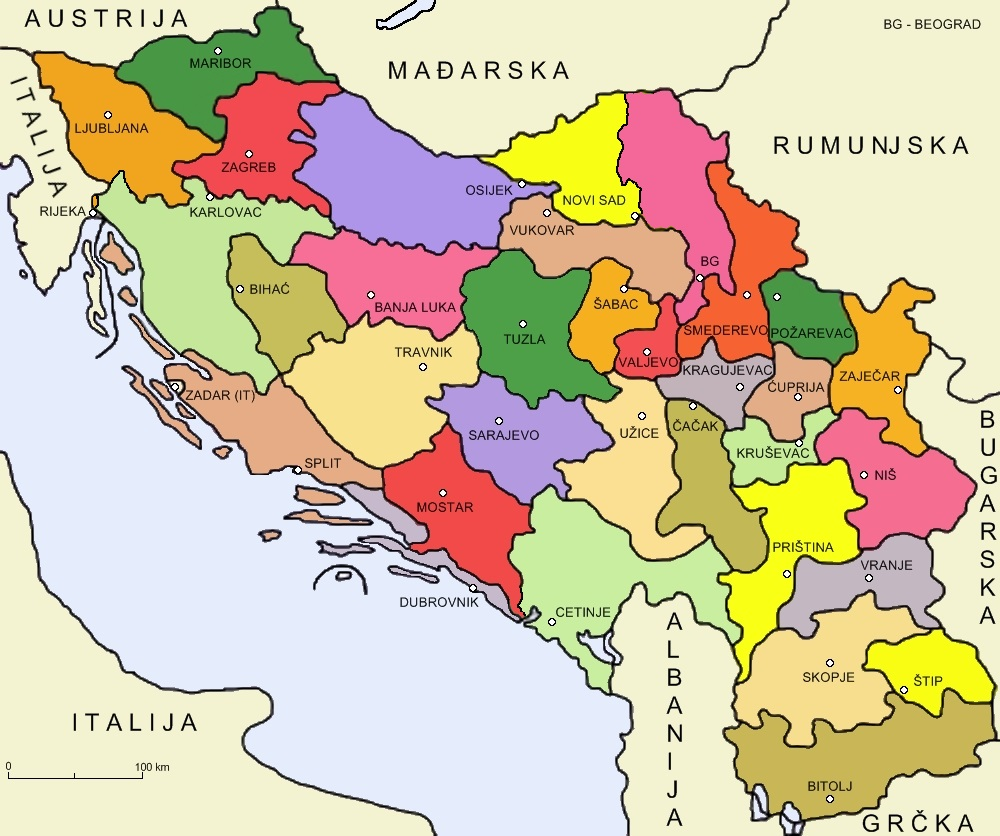
Oblasts do Reino dos Sérvios, Croatas e Eslovenos

O Reino dos Sérvios, Croatas e Eslovenos foi fundado em 1918 a partir dos territórios de duas monarquias independentes (o Reino da Sérvia e o Principado de Montenegro) mais uma região semi-autônoma do Império Austro-Húngaro denominada Estado dos Eslovenos, Croatas e Sérvios - com exceção da Caríntia, que por plebiscito decidiu permanecer unida à Áustria.
A Constituição Vidovdiana de 1921 definiu o Reino dos Sérvios, Croatas e Eslovenos (fundado em 1918) como um estado unitário e, em 1922, instituíram-se 33 novas províncias administrativas denominadas oblasts (províncias, em servo-croata) controladas pelo governo central. Não havia relação com divisões anteriores.
- Banja Luka (Banha Luca)
- Belgrado
- Bihać (Birráts)
- Bitola
- Cetinje (Tsetinhe)
- Čačak (Tchatchac)
- Ćuprija (Djúpria)
- Dubrovnik
- Karlovec
- Kragujevac (Craguievats)
- Kruševac (Cruchevats)
- Liubliana
- Maribor
- Mostar
- Niš
- Novi Sad
- Osijek (Ossiec)
- Požarevac (Pojarevats)
- Priština (Prichtina)
- Saraievo
- Semêndria
- Split
- Skopje
- Šabac (Chabats)
- Štip (Chtip)
- Travnik
- Tuzla
- Užice (Ujitse)
- Valjevo (Valhevo)
- Vranje (Vranhe)
- Vukovar
- Zagreb
- Zaječar (Zaietchar)

## Iugoslávia, 1929

Banovinas (banatos) do Reino da Iugoslávia entre 1929 e 1939

Em 1929, o Reino foi subdividido em nove novas províncias chamadas banóvinas. As fronteiras foram intencionalmente desenhadas para não corresponderem nem às áreas dos distintos grupos étnicos, nem às fronteiras imperiais pré-Primeira Guerra. Os nomes das banóvinas foram dados a partir de vários aspectos geográficos, principalmente rios. A capital do Reino foi mantida em Belgrado. Foram feitas ligeiras mudanças nas fronteiras em 1931, com a nova constituição iugoslava. As banóvinas entre 1929 e 1941 eram:
- Banóvina do Drava (Dravska banovina), capital: Liubliana (1929 - 1941)
- Banóvina da Croácia (Banovina Hrvatska), capital: Zagreb (1939 - 1941)
  - Banóvina do Sava (Savska banovina), capital: Zagreb (1929 - 1939)
  - Banóvina do Litoral (Primorska banovina), capital: Split (1929 - 1939)
- Banóvina do Vrbas (Vrbaska banovina), capital: Banja Luka (1929 - 1941)
- Banóvina do Drina (Drinska banovina), capital: Saraievo (1929 - 1941)
- Banóvina do Zeta (Zetska banovina), capital: Cetinje (1929 - 1941)
- Banóvina do Danúbio (Dunavska banovina), capital: Novi Sad (1929 - 1941)
- Banóvina do Morava (Moravska banovina), capital: Niš (1929 - 1941)
- Banóvina do Vardar (Vardarska banovina), capital: Skopje (1929 - 1941)
- Cidade de Belgrado, junto com o Zemun e Pančevo como unidade administrativa distinta

Para acomodar os croatas iugoslavos, formou-se a Banóvina da Croácia (Banovina Hrvatska) em 1939 a partir da fusão das banóvinas do Litoral e do Sava, com territórios adicionais do Vrbas e do Zeta. Como a do Sava, a capital ficou em Zagreb.

## Ocupação nazifascista, 1941

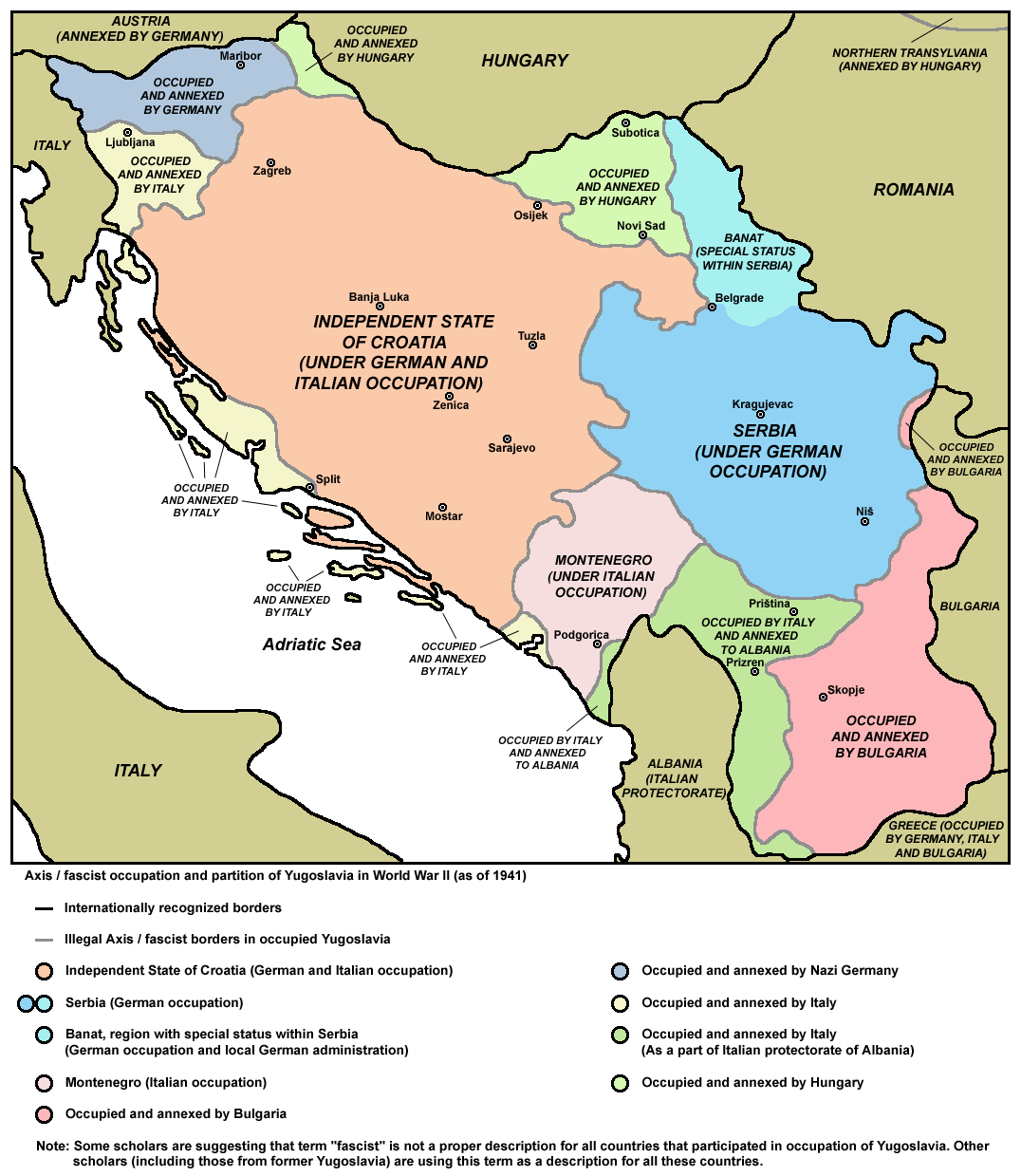
Ocupação e divisão da Iugoslávia na II Guerra Mundial.

Em abril de 1941, as tropas da Alemanha nazista invadiram o território iugoslavo, numa operação acompanhada depois pela Itália, Bulgária e Hungria) (então aliados do Eixo Roma-Berlim). A Iugoslávia foi redividida entre os nazifascistas, desta maneira:
- Estado Independente da Croácia - apesar de "independente" no nome, era um país-fantoche dos nazistas
- Estado Independente de Montenegro
- Sérvia de Nedić (incluindo a região autônoma governada pelos alemães de Banat)

Outras partes do Reino da Iugoslávia foram ocupadas por tropas alemãs, italianas, húngaras, búlgaras e albanesas do Eixo.

## República Socialista Federativa, 1945
Com a libertação promovida pelos partizans, a revolução de 1945 e a implantação do regime socialista, as províncias foram anuladas e o território foi redividido de acordo com as fronteiras etno-lingüísticas (e religiosas) anteriores a 1929. Cada uma das regiões foi transformada em república federada à nova Iugoslávia, com direito constitucional a se separar democraticamente.
1. República Socialista da Bósnia e Herzegovina, cuja capital era Sarajevo;
2. República Socialista da Croácia, cuja capital era Zagreb;
3. República Socialista da Macedónia, cuja capital era Skopje;
4. República Socialista de Montenegro, cuja capital era Titogrado;
5. República Socialista da Sérvia, cuja capital era Belgrado e que compreendia:
5a. Província Socialista Autónoma do Kosovo, cuja capital era Priština e
5b. Província Socialista Autónoma da Voivodina, cuja capital era Novi Sad.
6. República Socialista da Eslovénia, cuja capital era Liubliana;

## República Federativa, 1991
Em 1991, a Eslovênia e a Croácia se proclamaram independentes da federação iugoslava. Após um rápido confronto entre tropas legalistas e separatistas (incluindo um bombardeio a Liubliana), a secessão foi aceita pelo governo central. Mas, dentro dessas repúblicas, milícias autônomas se recusaram a aceitar a separação e pegaram em armas para defender a união com a Iugoslávia, fundando entidades formadas principalmente por pessoas de etnia sérvia. 

Mapa das subdivisões territoriais da República Federativa da Iugoslávia/Sérvia e Montenegro.

A República Federal da Iugoslávia (1992-2003), em 2003 transforma-se em união estatal da Sérvia e Montenegro, que em 2006 foi dissolvida em Estados independentes da Sérvia e Montenegro em 2008, Cosovo declarou a sua independência da Sérvia. Oficialmente, a federação era assim dividida:
- República Federal da Sérvia
  - Província Autônoma de Cosovo e Metóquia (1990-1999)
  - Voivodina
- República Autônoma de Montenegro

## Estados sucessores
Após a dissolução da Iugoslávia em 1991-1992, cinco estados sucessores foram formados:
- Croácia
- Eslovênia
- República da Macedônia
- República da Sérvia
  - Voivodina - região autônoma
  - Kosovo - província autônoma da Sérvia. Sob administração das Nações Unidas após a Guerra do Kosovo; declarou independência unilateral em 2008.
- República de Montenegro (separou-se em 2006)
- República da Bósnia e Herzegovina (separou-se em 1993; em guerra até 1995)

Mais duas entidades não-oficiais:
- República Srpska - coexiste com a Federação da Bósnia e Herzegovina formando a Bósnia e Herzegovina
- República Sérvia de Krajina - dentro da recém-independente Croácia

## Ver Também
- História da Iugoslávia